# Borbotana
Borbotana là một chi bướm đêm thuộc họ Noctuidae.

## Các loài
- Borbotana dinawa Bethune-Baker, 1906
- Borbotana distorimacula Warren, 1913
- Borbotana ekeikei Bethune-Baker, 1906
- Borbotana fragmentata Warren, 1913
- Borbotana guttata Warren, 1913
- Borbotana kebeae Bethune-Baker, 1906
- Borbotana nivifascia Walker, 1858